# وادي الملح

وادي الملح يقع شرق محافظة المخواة وهو أحد الأودية التابعة لها يوجد بالوادي سد الملح الواقع في شمال الوادي يضم الملح عدة قرى كالجوار والحدبة والدار والحشف والخريق والدهيناء والمعالي وقرى قلوز واللواء وغيرها من القرى يتوفر بالوادي تقريبا جميع الخدمات الأساسية كالهاتف والكهرباء كما تم ايصال المياه للوادي حديثا يبرز الوادي بحلته الجمالية وقت الربيع حيث ترى اخضرار الجبال المحيطة به وكذلك المزارع الموجودة بالوادي .